# Tormenta eléctrica

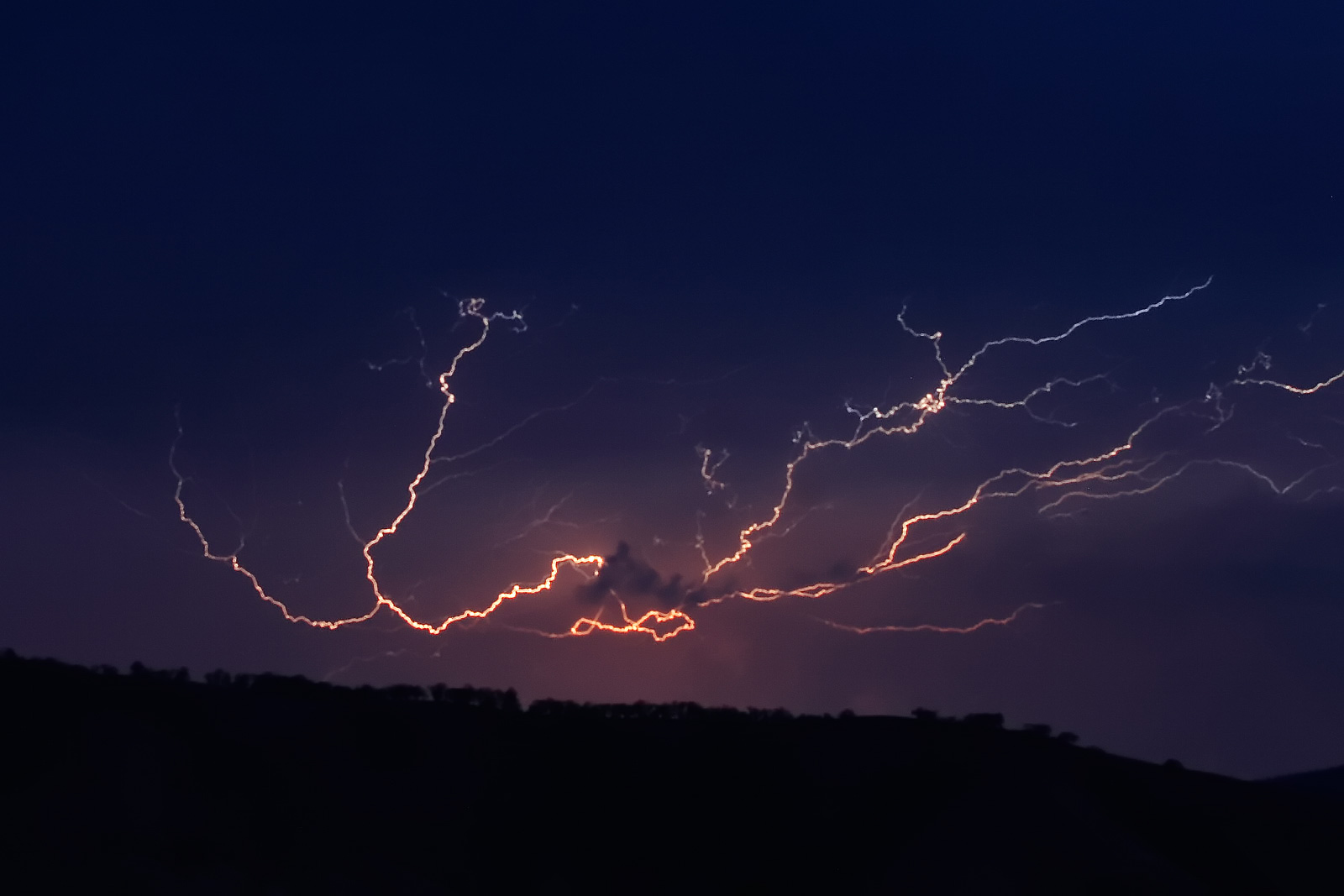
Tormenta eléctrica en Australia.

Fotografía panorámica tomada durante una tormenta eléctrica en Bucarest, Rumania.

Una tormenta eléctrica es un fenómeno meteorológico caracterizado por la presencia de rayos y sus efectos sonoros en la atmósfera terrestre denominados truenos. El tipo de nubes meteorológicas que caracterizan a las tormentas eléctricas son las denominadas cumulonimbos (son las nubes grises y muy oscuras que vemos cuando se acerca una tormenta o lluvia, las cumulonimbus son nubes de gran desarrollo vertical, el cual obedece a la rapidez del ascenso producido por el movimiento de convección). Las tormentas eléctricas por lo general están acompañadas por vientos fuertes, lluvia copiosa y a veces nieve, granizo, o sin ninguna precipitación. Aquellas que producen granizo son denominadas granizadas. 
Las tormentas eléctricas fuertes o severas pueden rotar, en lo que se denomina superceldas. Mientras que la mayoría de las tormentas eléctricas se desplazan con la velocidad de desplazamiento promedio del viento en la capa de la tropósfera que ocupan, cortes de viento verticales pueden causar una desviación en su curso de desplazamiento en dirección perpendicular a la dirección de corte del viento.

## Origen

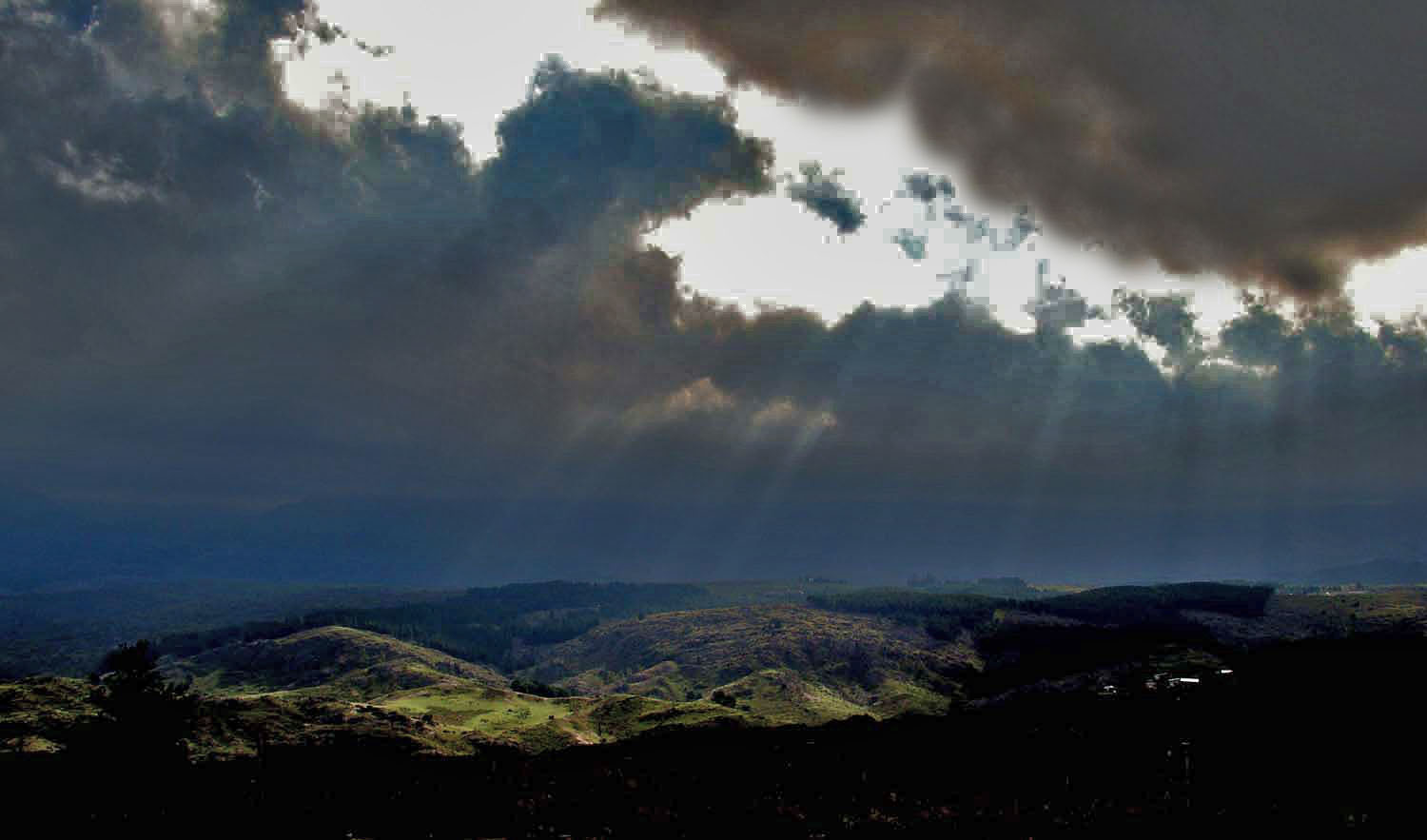
Tormenta sobre Cerro Champaquí, Camino hacia La Cumbrecita, Córdoba, República Argentina.

La formación de estos tipos de tormentas depende de la humedad del aire caliente que se eleva en una atmósfera inestable. La atmósfera se vuelve inestable cuando las condiciones son tales que una parcela de aire es más cálida que el aire que la rodea, por lo que puede elevarse libremente. El ascenso de aire caliente es un mecanismo que intenta restaurar la estabilidad. Si el desplazamiento del aire ascendente es lo suficientemente rápido, el aire se enfría (adiabáticamente) a temperaturas por debajo del punto de rocío y se condensa, liberando calor latente, que promueve el ascenso del aire y "alimenta" a la tormenta. Cúmulus aislados se forman con gran desarrollo vertical (hasta 10.000 m o más), alimentados por las corrientes de aire ascendente. 
Las tormentas pueden formarse dentro de las masas de aire que se elevan por convección, proceso común en las tardes de verano, cuando se calienta la superficie. El efecto orográfico (a barlovento en las grandes montañas) puede estar asociado a los frentes, siendo más intensa en el caso de los frentes fríos. 
Las tormentas más fuertes se generan cuando el aire cálido y húmedo se eleva rápidamente, con velocidades que pueden alcanzar 160 kilómetros por hora, hacia mayores altitudes más frías. Se estima que en todo momento hay del orden de 2.000 tormentas eléctricas que tienen lugar en la superficie de la Tierra. Los rayos se producen cuando las partículas de hielo o la nieve empiezan a caer de una nube a gran altura hacia la superficie y corresponden a la liberación de energía debido a la diferencia de carga eléctrica entre las partículas.

## Fases de una tormenta eléctrica

Esquema de la evolución típica de una tormenta eléctrica de una sola célula convectiva.

En la vida de una tormenta ordinaria (formada por convección de una masa de aire)  por lo general se presentan tres fases (cada una dura normalmente de 15 a 30 minutos): 

### Etapa de desarrollo

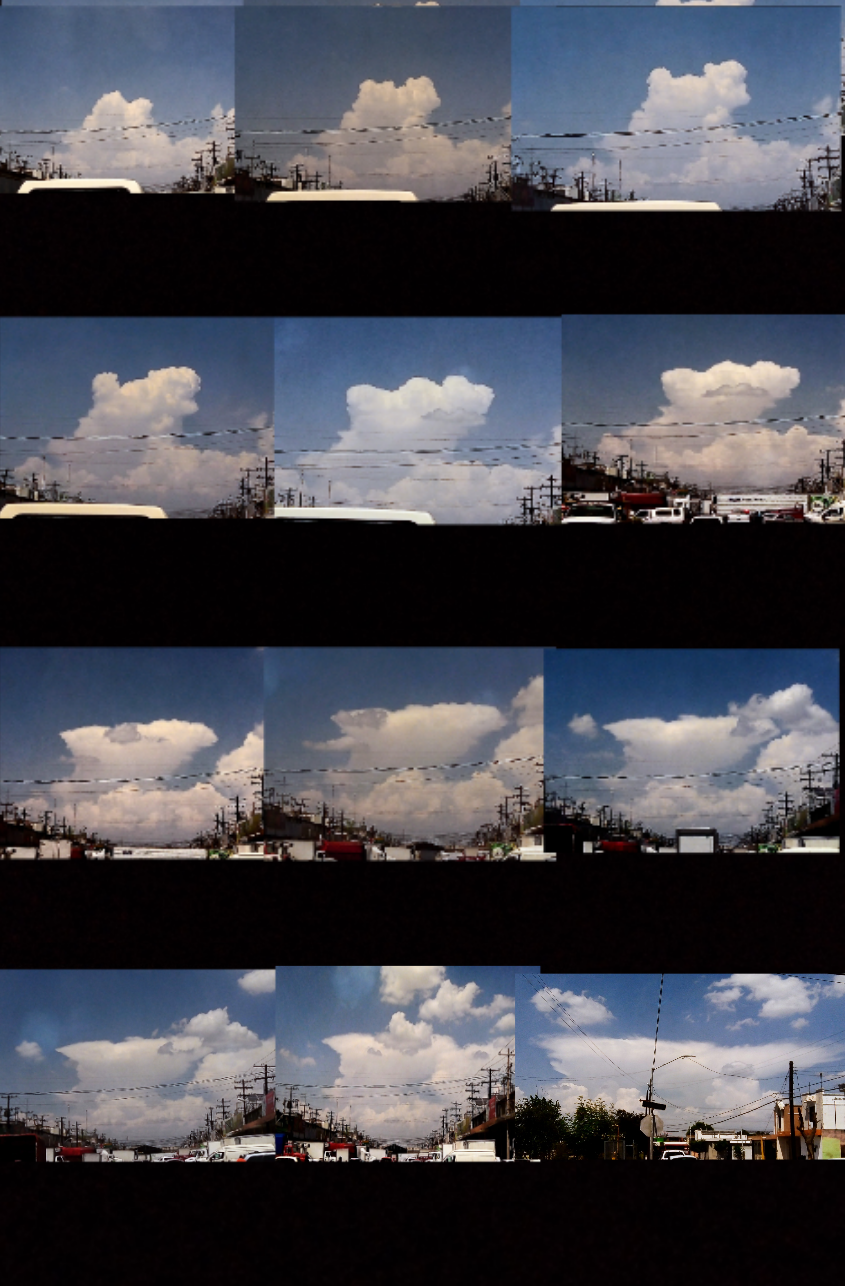
La transformación de un cumulus congestus en un cumulonimbus incus maduro.

La primera fase de una tormenta eléctrica o su nacimiento es la fase de cúmulo o fase de desarrollo. Durante esta fase, las masas de humedad se elevan hacia la atmósfera. El desencadenante de esta elevación puede ser la iluminación solar, donde el calentamiento del suelo produce corrientes térmicas, o donde dos vientos convergen forzando el aire hacia arriba, o donde los vientos soplan sobre terreno de elevación creciente. La humedad transportada hacia arriba se enfría en gotas líquidas de agua debido a las temperaturas más bajas a gran altitud, que aparecen como nubes núbes cúmulo. A medida que el vapor de agua se condensa en líquido, se libera calor latente, que calienta el aire, haciendo que se vuelva menos denso que el aire circundante, más seco. El aire tiende a elevarse en una corriente ascendente mediante el proceso de convección (de ahí el término precipitación convectiva). Este proceso crea una zona de baja presión dentro y debajo de la tormenta eléctrica en formación. En una tormenta eléctrica típica, se elevan a la atmósfera terrestre aproximadamente 500 millones de kilogramos de vapor de agua.

### Madurez
El crecimiento vertical alcanza su máximo y las nubes se acoplan con la forma  de un yunque. Por lo general esto sucede cuando la inversión de aumento de la temperatura del aire es más estable (tropopausa).
Los vientos dominantes en la alta altitud de las nubes cirrus comienzan a extenderse desde la parte superior de las nubes. Las bases son la parte frontal inferior y los relámpagos comienzan a aparecer en toda la extensión de las nubes. Dentro de las nubes, la turbulencia es intensa e irregular, con un equilibrio entre las corrientes ascendentes y descendentes. El peso de las partículas de la precipitación es suficiente para contrarrestar la corriente ascendente y éstas comienzan a caer, arrastrando el aire que las rodea. Como las  partículas caen en los sectores más calientes de la nube, no hay aire seco que penetre al medio ambiente en la nube y puede dar lugar a la evaporación de estas partículas. La evaporación enfría el aire, por lo que es más densa o "pesada". Todo este aire frío que cae a través de la nube y precipitación que se forma la corriente de aire hacia abajo, cuando llegue a la superficie se puede propagar y formar un frente que avanza desplazando y reemplazando el aire caliente de la superficie. En esta etapa de la tormenta produce fuertes vientos, relámpagos y lluvias torrenciales.

### Etapa de disipación

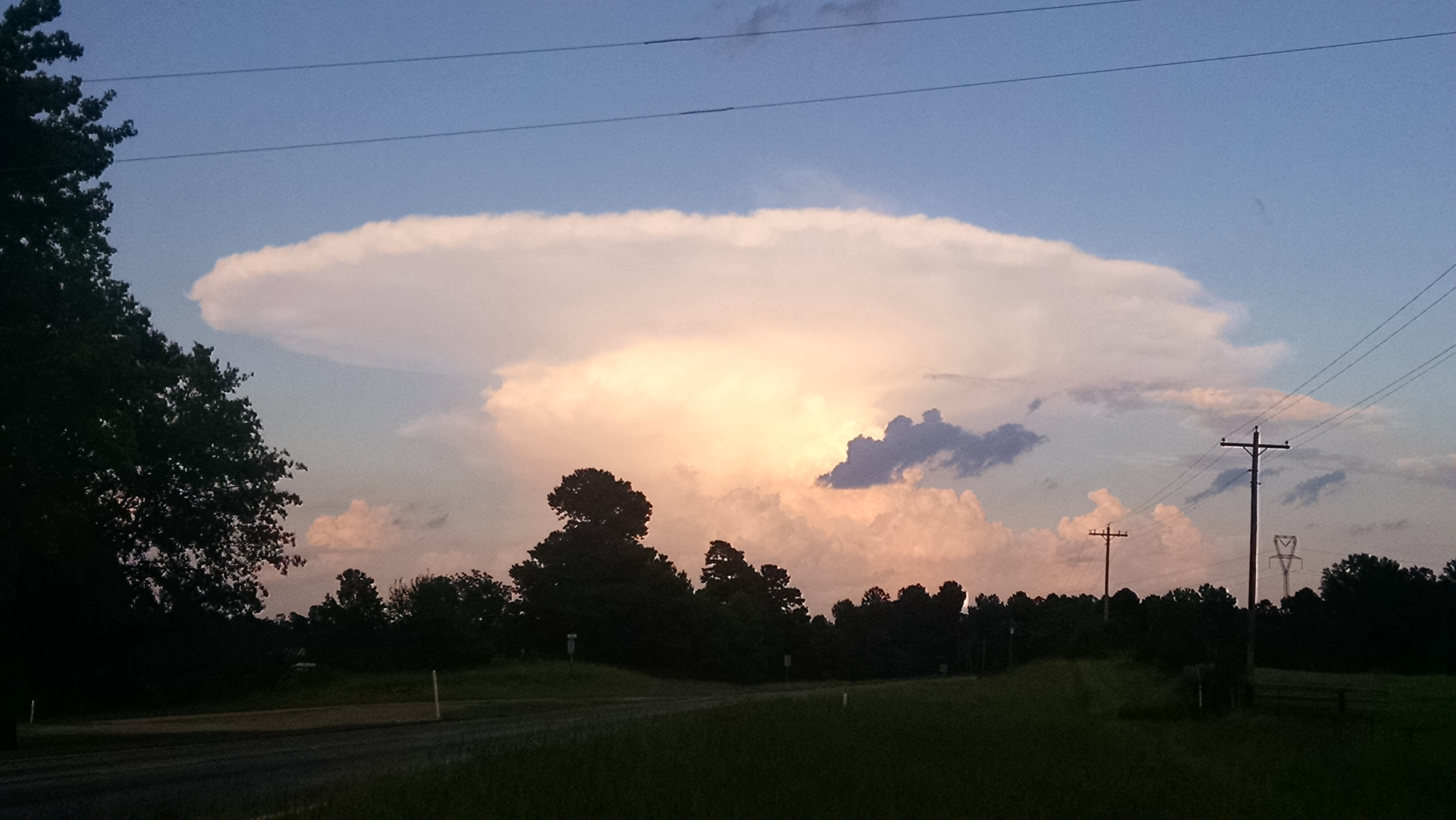
Una tormenta eléctrica en un entorno sin vientos que puedan cizallar la tormenta o soplar el yunque en una sola dirección.

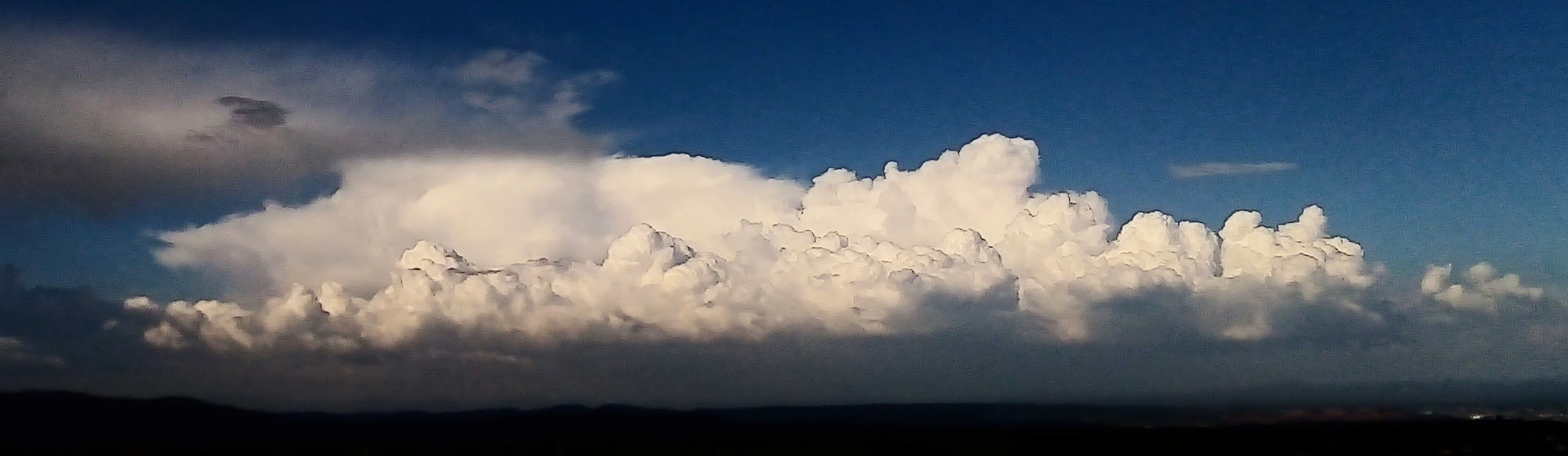
Línea de flanqueo delante de una nube cumulonimbus incus en disipación.

En la fase de disipación, la tormenta está dominada por las corrientes frías descendente. Si las condiciones atmosféricas no favorecen el desarrollo supercelular, esta etapa se produce con bastante rapidez, aproximadamente a los 20-30 minutos de vida de la tormenta. La corriente descendente saldrá de la tormenta, tocará el suelo y se extenderá. Este fenómeno se conoce como downburst. El aire frío transportado al suelo por la corriente descendente corta el flujo de entrada de la tormenta, la corriente ascendente desaparece y la tormenta se disipa. Las tormentas eléctricas en una atmósfera prácticamente sin cizalladura vertical del viento se debilitan en cuanto envían un límite de flujo de salida en todas direcciones, que entonces corta rápidamente su flujo de entrada de aire relativamente cálido y húmedo, y acaba con el crecimiento posterior de la tormenta eléctrica. La corriente descendente que golpea el suelo crea un límite de flujo de salida. Esto puede causar ráfagas descendentes, una condición potencialmente peligrosa para las aeronaves, ya que se produce un cambio sustancial en la velocidad y dirección del viento, lo que resulta en una disminución de la velocidad del aire y la consiguiente reducción de la sustentación de la aeronave. Cuanto más fuerte sea el límite de flujo de salida, más fuerte será la cizalladura vertical del viento resultante.

## Desplazamiento

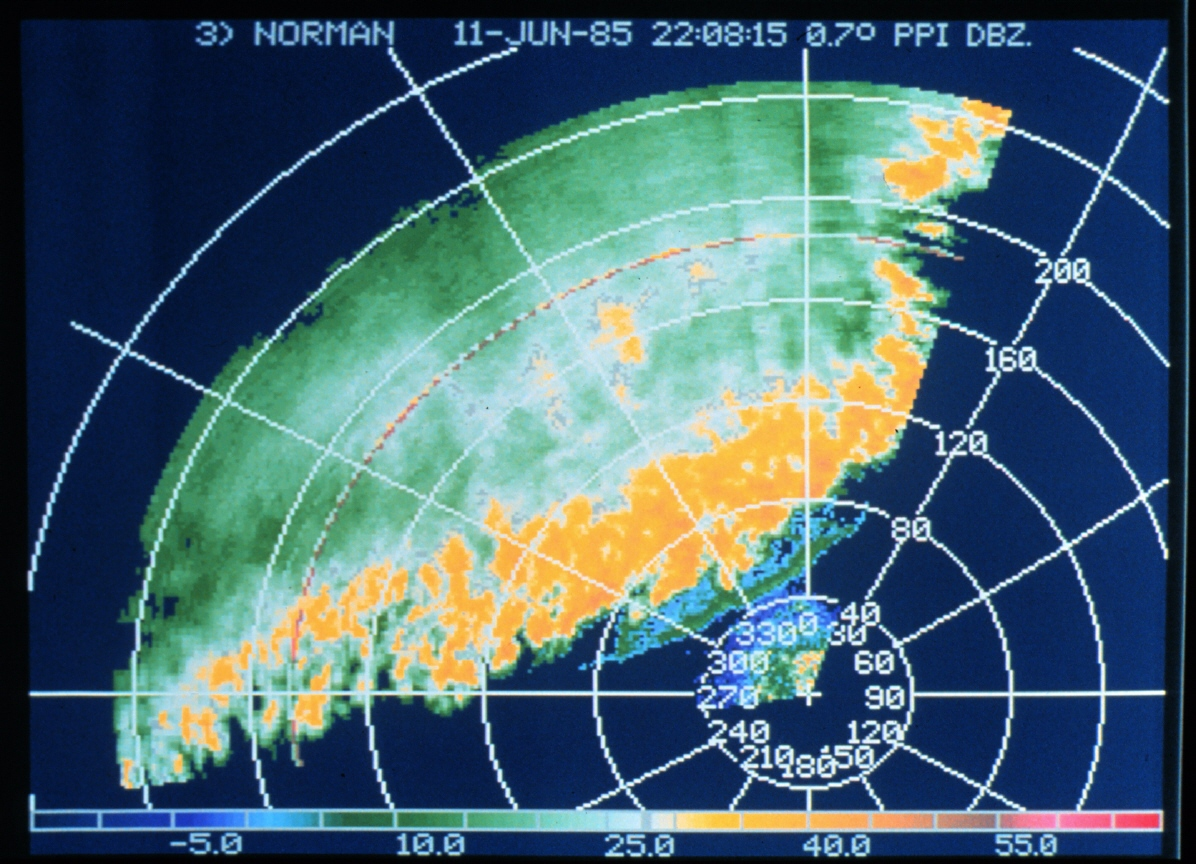
Línea de tormenta vista en reflectividad (dBZ) en una pantalla de radar indicador de posición en planta.

Las dos formas principales en que se mueven las tormentas eléctricas son a través de la advección del viento y la propagación a lo largo de los frentes de ráfaga hacia fuentes de mayor calor y humedad. Muchas tormentas se mueven con la velocidad media del viento a través de la troposfera terrestre, la parte más baja 8 kilómetros (5 mi) de la atmósfera terrestre. Las tormentas eléctricas más débiles son dirigidas por vientos más cercanos a la superficie de la Tierra que las tormentas eléctricas más fuertes, ya que las tormentas eléctricas más débiles no son tan altas. Las células y complejos tormentosos organizados y duraderos se mueven en ángulo recto con respecto a la dirección del vector vertical cizalladura del viento. Si el frente de ráfaga, o borde de ataque del límite de flujo de salida, se adelanta a la tormenta, su movimiento se acelerará en paralelo. Este factor es más importante en las tormentas con precipitaciones intensas (HP) que en las tormentas con precipitaciones escasas (LP). Cuando las tormentas se fusionan, lo que es más probable cuando existen numerosas tormentas cerca unas de otras, el movimiento de la tormenta más fuerte normalmente dicta el movimiento futuro de la célula fusionada. Cuanto más fuerte sea el viento medio, menos probable será que otros procesos intervengan en el movimiento de la tormenta. En radar meteorológico, las tormentas se rastrean utilizando una característica prominente y siguiéndola de exploración a exploración.

### Tormenta descendente
Una tormenta eléctrica de retroceso, comúnmente conocida como tormenta eléctrica de formación, es una tormenta eléctrica en la que el nuevo desarrollo tiene lugar en el lado de barlovento (normalmente el lado oeste o suroeste en el Hemisferio Norte), de forma que la tormenta parece permanecer estacionaria o propagarse en dirección de retroceso. Aunque la tormenta a menudo aparece estacionaria en el radar, o incluso moviéndose contra el viento, esto es una ilusión. La tormenta es en realidad una tormenta multicelular con células nuevas y más vigorosas que se forman en el lado de barlovento, sustituyendo a las células más antiguas que continúan desplazándose a sotavento. Cuando esto ocurre, es posible que se produzcan inundaciones catastróficas. En Rapid City, Dakota del Sur, en 1972, una inusual alineación de vientos en varios niveles de la atmósfera se combinó para producir un conjunto de células en formación continua que dejaron caer una enorme cantidad de lluvia sobre la misma zona, lo que provocó devastadoras inundaciones repentinas. Un suceso similar ocurrió en Boscastle, Inglaterra, el 16 de agosto de 2004, y sobre Chennai el 1 de diciembre de 2015.

## Energía

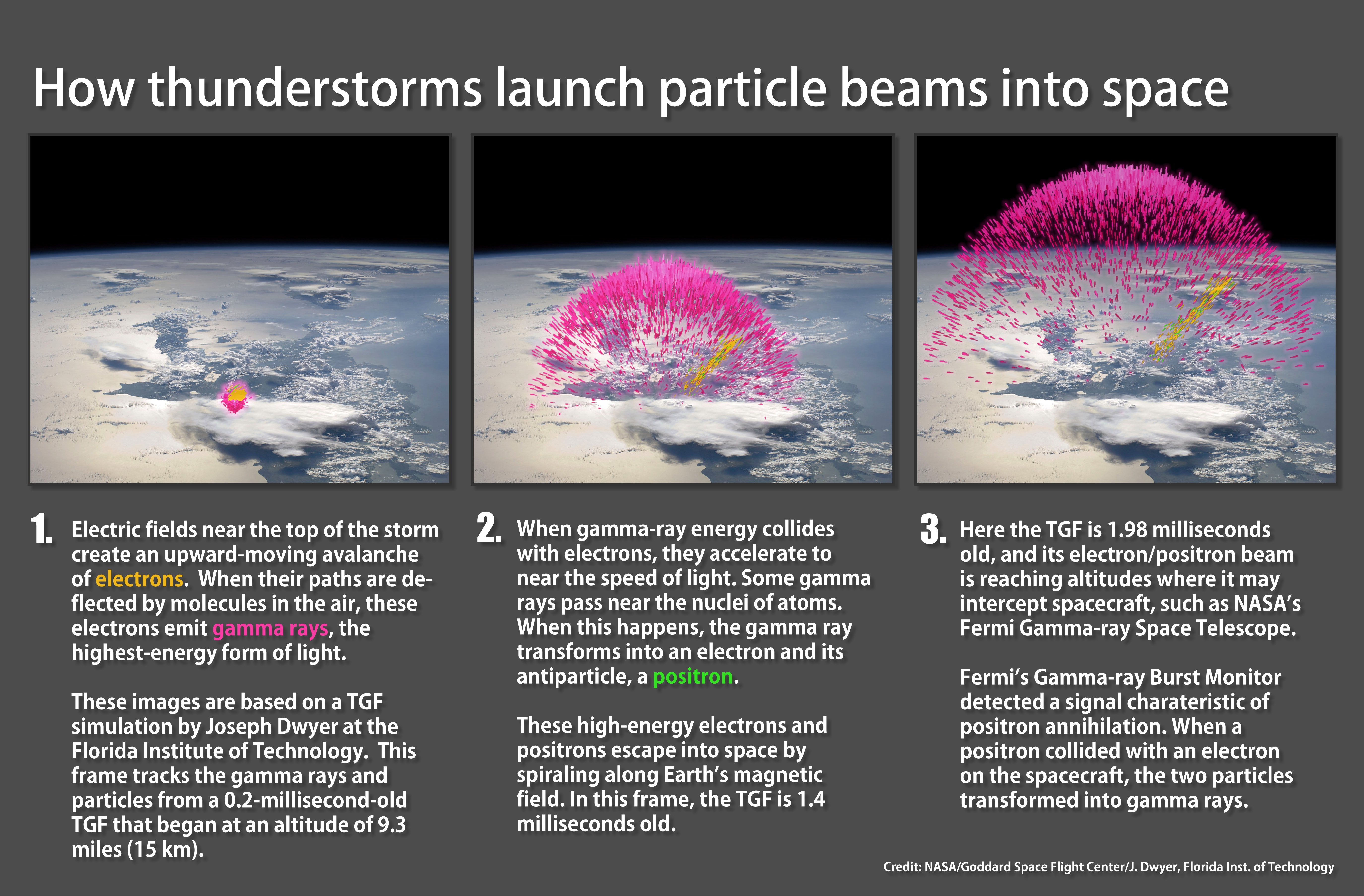
Como las tormentas eléctricas eyectan haces de partículas al espacio.

Si se conoce la cantidad de agua que se condensa y luego se precipita desde una nube, se puede calcular la energía total de una tormenta. En una tormenta eléctrica típica, se elevan aproximadamente 5×108 kg de vapor de agua, y la cantidad de energía liberada cuando se condensa es de 1015 julios. Esto es del mismo orden de magnitud que la energía liberada dentro de un ciclón tropical, y más energía que la liberada durante los la explosión de la bomba atómica en Hiroshima, Japón en 1945.
Los resultados del Monitor de Estallidos de Rayos Gamma Fermi muestran que se pueden generar rayos gamma y partículas de antimateria (positrónes) en tormentas eléctricas potentes. Se sugiere que los positrones de antimateria se forman en destellos de rayos gamma terrestres (TGF). Los TGF son breves estallidos que se producen en el interior de las tormentas eléctricas y están asociados a los relámpagos. Las corrientes de positrones y electrones colisionan en la atmósfera para generar más rayos gamma. Cada día pueden producirse unos 500 TGF en todo el mundo, pero la mayoría pasan desapercibidos.

## Medición de la distancia

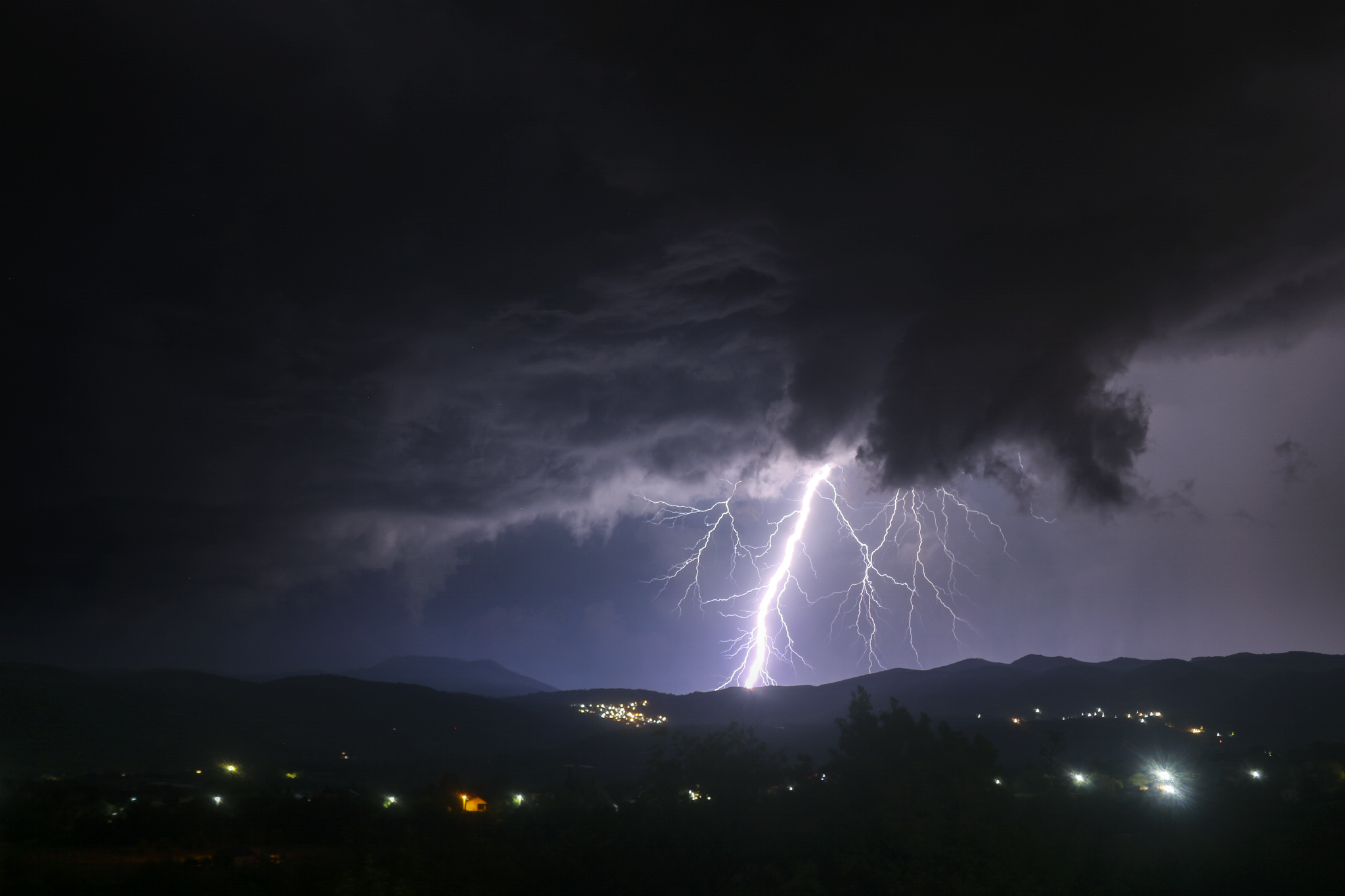
Un rayo visto desde la aldea de Dolno Sonje, en una zona rural al sur de Skopie, Macedonia del Norte.

Una vez que el sonido y la luz se mueven a través de la atmósfera a velocidades muy diferentes, puede estimarse la distancia de la tormenta por la diferencia de tiempo entre el relámpago (luz) y el trueno (sonido). La velocidad del sonido es de unos 332 m/s (variando en función de las condiciones meteorológicas). La velocidad de la luz es tan alta (~ 300.000 km/s) que el tiempo que tarda en llegar puede ser ignorado en este enfoque. Por lo tanto, la tormenta se encuentra aproximadamente a 1 km de distancia del observador por cada 3 segundos que pasan entre el relámpago y el trueno.